# Braselton (Georgia)
Braselton es un pueblo ubicado en el condado de Jackson en el estado estadounidense de Georgia. En el censo de 2000, su población era de 1.206.

## Demografía
En el 2000 la renta per cápita promedia del hogar era de $56,563, y el ingreso promedio para una familia era de $64,667. El ingreso per cápita para la localidad era de $39,135. Los hombres tenían un ingreso per cápita de $46,477 contra $27,292 para las mujeres.

## Geografía
Braselton se encuentra ubicado en las coordenadas 34°5′56″N 83°47′52″O / 34.09889, -83.79778 (34.098764, -83.797814).
Según la Oficina del Censo, la localidad tiene un área total de 18,7 km² (7,2 mi²), de la cual 18,7 km² (7,2 mi²) es tierra y 0 km² (0 mi²) (0.0%) es agua.